# Wabasso Beach
Wabasso Beach statisztikai település az USA Florida államában, Indian River megyében. Lakosainak száma 2194 fő (2020. április 1.).

## Népesség
A település népességének változása:

| 2010 | 1 853 |
| 2020 | 2 194 |